# Călugăreni (Prahova)
Călugăreni é uma comuna romena localizada no distrito de Prahova, na região de Muntênia. A comuna possui uma área de  km² e sua população era de 1395 habitantes segundo o censo de 2007.